# Golfingia capensis
Golfingia capensis är en stjärnmaskart som först beskrevs av Teuscher 1874.  Golfingia capensis ingår i släktet Golfingia och familjen Golfingiidae. Inga underarter finns listade i Catalogue of Life.